# Wandelroute GR129

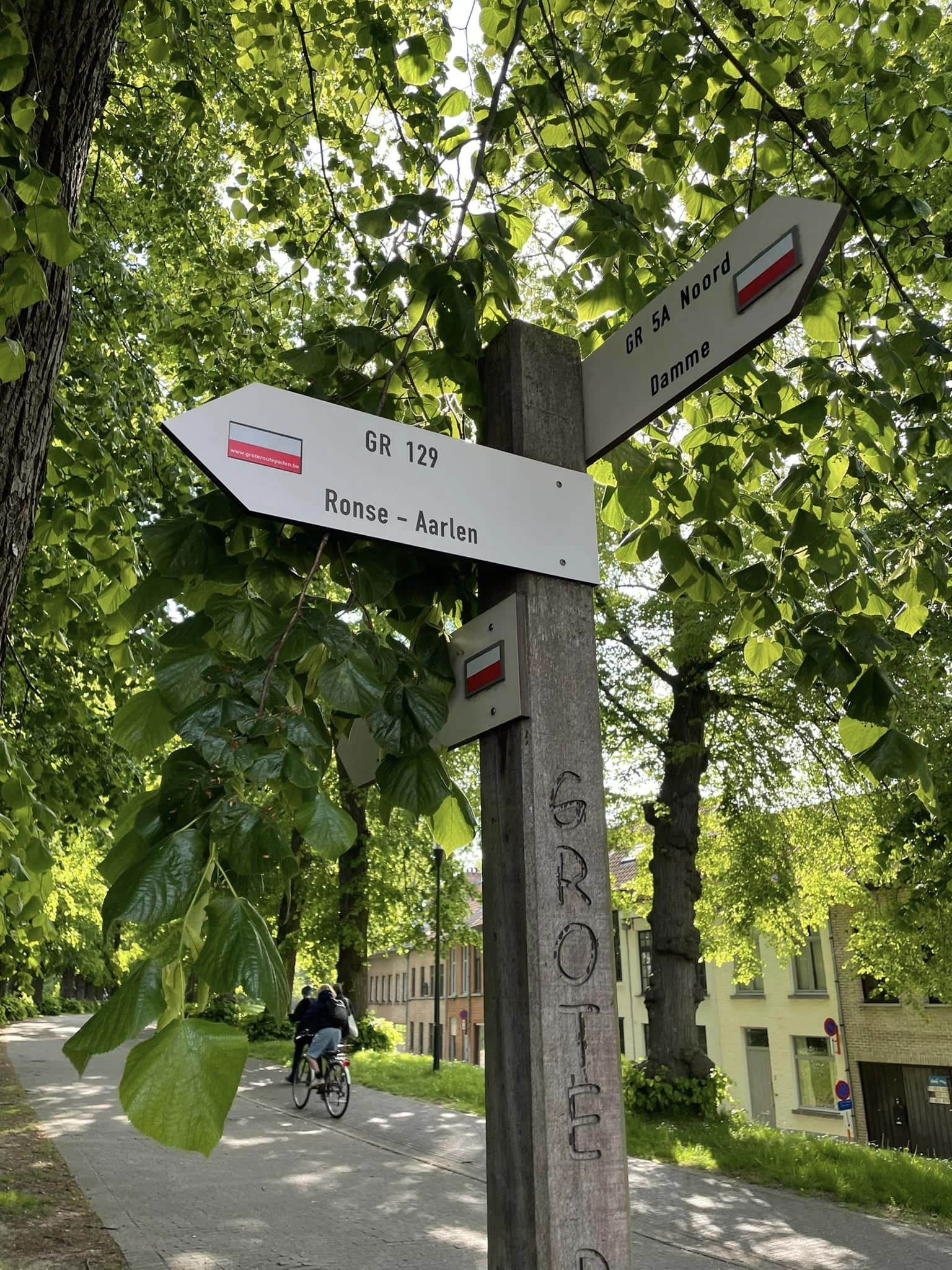
GR129

De GR 129 is een lange-afstandswandelpad dat loopt van Brugge naar Dinant en vandaar tot aan Aarlen.
Het idee is afkomstig van arts Pierre Buchin, die het traject van Bergen tot Dinant uitzette. De eerste (Franstalige) gids verscheen in 1984. Vervolgens werd het pad door de Amis de la Nature te Aat doorgetrokken tot Ronse. De Vlaamse Vereniging Grote-Routepaden trok het pad door tot Brugge. In 1990 waren er topogidsen voor het gehele traject van Brugge tot Dinant.
Het pad doorsnijdt diverse landschappen in Vlaanderen en Wallonië, zoals de Vlaamse zandstreek en leemstreek, de Vlaamse Ardennen, het Henegouwse Pays des Collines en de Henegouwse vlakten, de loofbossen ten zuiden van Charleroi. Uiteindelijk bereikt het pad het Maasdal.
De GR 129 ontmoet diverse andere Grote Routepaden, waaronder de GR12 die van Brussel naar Parijs loopt.
In het vierdelige televisieprogramma 
Dwars door België uit 2020 volgt presentator Arnout Hauben het pad, beginnend in Brugge.